# Nordkoreas geografi
| totalt: | 120.540 km² |
| land:   | 120 410 km² |
| vatten: | 130 km²     |

## Landgränser och kust
Landgränser totalt: 1 683 km Gränsländer: Kina 1 416 km, Sydkorea 238 km och Ryssland 19 km
Kustlinje: 2.495 km

## Provinser och städer
- Chagang (Chagang-do; 자강도)
- Norra Hamgyŏng (Hamgyŏng-bukto; 함경 북도)
- Södra Hamgyŏng (Hamgyŏng-namdo; 함경 남도)
- Norra Hwanghae (Hwanghae-bukto; 황해 북도)
- Södra Hwanghae (Hwanghae-namdo; 황해 남도)
- Kaesŏng Industriregion (Kaesŏng Kong-ŏp Chigu; 개성 공업 지구)
- Kangwŏn (Kangwŏndo; 강원도)
- Kŭmgang-san Turistregion (Kŭmgang-san Kwangwang Chigu; 금강산 관광 지구)
- Namp'o Chik'alshi (남포 직할시)
- Norra P'yŏngan (P'yŏngan-bukto; 평안 북도)
- Södra P'yŏngan (P'yŏngan-namdo; 평안 남도)
- P'yŏngyang Chik'alsi (평양 직할시; 平壤直轄市)
- Rajin-Sonbong Chik'alsi (라선 직할시)
- Shinŭiju Speciell administrativ region (Shinŭiju T'ŭkbyŏl Haengjeonggu; 신의주 특별 행정구)
- Yanggang (Yanggang-do; 량강도)

## Klimat
Klimatet är tempererat med mesta delen av nederbörden koncentrerad till sommaren.
Med sin position mellan de 38:de och 43:e breddgraderna har Nordkorea ett kontinentalt klimat med fyra distinkta årstider. Långa vintrar för med sig bittert kallt och klart väder som ett resultat av nordliga och nordvästliga vindar från Sibirien. Högsta och lägsta temperaturerna i Pyongyang i januari är -3°C och -13°C. Genomsnittligt antal dagar med snöfall är 37 under vintern. Vädret är oftast hårdare i de nordliga bergstrakterna. Somrarna brukar vara korta, varma, fuktiga och regniga på grund av de sydliga och sydöstliga monsunvindarna som för med sig fuktig luft från Stilla havet. Högsta och lägsta temperatur för Pyongyang i augusti är 29°C och 20°C. I genomsnitt faller ungefär 60 procent av all nederbörd mellan juni och september. Tyfoner drabbar halvön åtminstone en gång varje sommar i genomsnitt. Vår och höst är övergångsårstider med milda temperaturer och varierande vindar. Dessa ger ofta det mest angenäma vädret.

## Miljöfrågor
Brist på information gör det svårt att uppskatta de miljöproblem som industrialiseringen och urbaniseringen har orsakat i Nordkorea.
Luftföroreningarna är små på grund av att man förlitar sig på elektricitet istället för fossila bränslen, både för industrin och för uppvärmning av bostäder. Luftföroreningarna begränsas ytterligare av frånvaron av privatbilism och restriktioner på att använda bensindrivna fordon på grund av oljebristen. De luftföroreningar som förekommer härstammar från industrin. Även vattenföroreningar härstammande från industrin rapporteras förekomma.

## Naturresurser
- Kol
- Bly
- Zink
- Koppar
- Guld